# Basquetebol nos Jogos Olímpicos de Verão de 1964
O basquetebol nos Jogos Olímpicos de Verão de 1964 foi realizado em Tóquio, no Japão, com 16 equipes na disputa.
Para os Jogos de 1964, a fórmula de disputa foi modificada em relação ao torneio dos Jogos anteriores, em Roma. As 16 equipes foram divididas em dois grupos de oito equipes cada. Os dois mais bem colocados avançavam as semifinais. As equipes que terminassem entre o terceiro e quarto lugares disputavam a classificação de 5º a 8º lugar, as colocadas entre o quinto e sexto lugares em seu grupo partiam para a disputa de 9º a 12º lugar e finalmente as piores equipes de cada grupo partiam para a disputa de 13º a 16º lugar. 

## Masculino
| Ouro | Prata | Bronze |
| USA Estados Unidos Jim Barnes Bill Bradley Larry Brown Joe Caldwell Mel Counts Richard Davies Walt Hazzard Lucious Jackson Pete McCaffrey Jeff Mullins Jerry Shipp George Wilson | URS União Soviética Valdis Muižnieks Nikolai Bagley Armenak Alachachian Aleksandr Travin Vyacheslav Khrynin Jānis Krūmiņš Levan Moseshvili Yuri Korneev Aleksandr Petrov Gennadi Volnov Jaak Lipso Juris Kalniņš | BRA Brasil Amaury Pasos Wlamir Marques Ubiratan Pereira Maciel Carlos Domingos Massoni Friedrich Wilhelm Braun Carmo de Souza Jatyr Eduardo Schall Edson Bispo dos Santos Antônio Salvador Sucar Victor Mirshawka Sérgio Toledo Machado José Edvar Simões |

### Fase preliminar
|  | Classificados a semifinal |  | Classificados para disputa de 5º-8º |  | Classificados para disputa de 9º-12º |  | Classificados para disputa de 13º-16º |

#### Grupo A
| Equipe              | Pts | J | V | D | PP  | PC  |
| ------------------- | --- | - | - | - | --- | --- |
| URS União Soviética | 14  | 7 | 7 | 0 | 562 | 424 |
| PUR Porto Rico      | 12  | 7 | 5 | 2 | 493 | 454 |
| POL Polônia         | 11  | 7 | 4 | 3 | 467 | 448 |
| ITA Itália          | 11  | 7 | 4 | 3 | 495 | 480 |
| MEX México          | 10  | 7 | 3 | 4 | 485 | 514 |
| JPN Japão           | 10  | 7 | 3 | 4 | 421 | 428 |
| HUN Hungria         | 9   | 7 | 2 | 5 | 407 | 469 |
| CAN Canadá          | 7   | 7 | 0 | 7 | 408 | 521 |

| 11 de outubro   |       |            |
| Polônia         | 56–53 | Hungria    |
| Itália          | 85–80 | México     |
| Japão           | 55–65 | Porto Rico |
| União Soviética | 87–52 | Canadá     |
| 12 de outubro   |       |            |
| Itália          | 74–64 | Porto Rico |
| Polônia         | 81–57 | Japão      |
| União Soviética | 87–76 | México     |
| Canadá          | 59–70 | Hungria    |
| 13 de outubro   |       |            |
| Itália          | 58–61 | Polônia    |
| México          | 55–73 | Porto Rico |
| União Soviética | 84–42 | Hungria    |
| Canadá          | 37–58 | Japão      |
| 14 de outubro   |       |            |
| União Soviética | 82–63 | Porto Rico |
| Hungria         | 41–58 | Japão      |
| Canadá          | 54–66 | Itália     |
| México          | 71–70 | Polônia    |
| 16 de outubro   |       |            |
| México          | 78–68 | Canadá     |
| Hungria         | 73–77 | Itália     |
| União Soviética | 72–59 | Japão      |
| Porto Rico      | 66–60 | Polônia    |
| 17 de outubro   |       |            |
| Japão           | 72–68 | Itália     |
| Hungria         | 69–61 | México     |
| União Soviética | 74–65 | Polônia    |
| Porto Rico      | 88–69 | Canadá     |
| 18 de outubro   |       |            |
| Porto Rico      | 74–59 | Hungria    |
| Polônia         | 74–69 | Canadá     |
| Japão           | 62–64 | México     |
| União Soviética | 76–67 | Itália     |

#### Grupo B
| Equipe             | Pts | J | V | D | PP  | PC  |
| ------------------ | --- | - | - | - | --- | --- |
| USA Estados Unidos | 14  | 7 | 7 | 0 | 569 | 333 |
| BRA Brasil         | 12  | 7 | 5 | 2 | 473 | 452 |
| YUG Iugoslávia     | 12  | 7 | 5 | 2 | 529 | 453 |
| URU Uruguai        | 11  | 7 | 4 | 3 | 472 | 482 |
| FIN Finlândia      | 10  | 7 | 3 | 4 | 409 | 475 |
| AUS Austrália      | 9   | 7 | 2 | 5 | 434 | 460 |
| PER Peru           | 9   | 7 | 2 | 5 | 431 | 453 |
| KOR Coreia do Sul  | 7   | 7 | 0 | 7 | 432 | 641 |

| 11 de outubro  |        |               |
| Coreia do Sul  | 72–80  | Finlândia     |
| Brasil         | 50–58  | Peru          |
| Iugoslávia     | 84–71  | Uruguai       |
| Estados Unidos | 78–45  | Austrália     |
| 12 de outubro  |        |               |
| Coreia do Sul  | 64–105 | Uruguai       |
| Brasil         | 68–64  | Iugoslávia    |
| Estados Unidos | 77–51  | Finlândia     |
| Austrália      | 81–62  | Peru          |
| 13 de outubro  |        |               |
| Estados Unidos | 60–45  | Peru          |
| Finlândia      | 55–73  | Uruguai       |
| Austrália      | 70–74  | Iugoslávia    |
| Coreia do Sul  | 65–92  | Brasil        |
| 14 de outubro  |        |               |
| Estados Unidos | 83–28  | Uruguai       |
| Peru           | 64–73  | Iugoslávia    |
| Finlândia      | 54–61  | Brasil        |
| Austrália      | 65–58  | Coreia do Sul |
| 16 de outubro  |        |               |
| Finlândia      | 61–59  | Austrália     |
| Peru           | 84–57  | Coreia do Sul |
| Uruguai        | 68–80  | Brasil        |
| Estados Unidos | 69–61  | Iugoslávia    |
| 17 de outubro  |        |               |
| Iugoslávia     | 99–66  | Coreia do Sul |
| Peru           | 59–63  | Finlândia     |
| Estados Unidos | 86–53  | Brasil        |
| Uruguai        | 58–57  | Austrália     |
| 18 de outubro  |        |               |
| Estados Unidos | 116–50 | Coreia do Sul |
| Iugoslávia     | 74–45  | Finlândia     |
| Brasil         | 69–57  | Austrália     |
| Uruguai        | 69–59  | Peru          |

### Classificação 13º-16º lugar
| 20 de outubro |       |               |
| Hungria       | 99–83 | Coreia do Sul |
| Canadá        | 82–81 | Peru          |

#### 15º-16º lugar
| 22 de outubro |       |               |
| Peru          | 71–66 | Coreia do Sul |

#### 13º-14º lugar
| 22 de outubro |       |        |
| Hungria       | 68–65 | Canadá |

### Classificação 9º-12º lugar
| 21 de outubro |       |           |
| Austrália     | 70–58 | México    |
| Japão         | 54–45 | Finlândia |

#### 11º-12º lugar
| 23 de outubro |       |        |
| Finlândia     | 73–72 | México |

#### 9º-10º lugar
| 23 de outubro |       |       |
| Austrália     | 64–57 | Japão |

### Classificação 5º-8º lugar
| 20 de outubro |       |            |
| Polônia       | 82–69 | Uruguai    |
| Itália        | 75–63 | Iugoslávia |

#### 7º-8º lugar
| 22 de outubro |       |         |
| Iugoslávia    | 78–55 | Uruguai |

#### 5º-6º lugar
| 22 de outubro |       |         |
| Itália        | 79–59 | Polônia |

### Semifinal
| 21 de outubro   |       |            |
| União Soviética | 53–47 | Brasil     |
| Estados Unidos  | 62–42 | Porto Rico |

### Disputa pelo bronze
| 23 de outubro |       |            |
| Brasil        | 76–60 | Porto Rico |

### Final
| 23 de outubro  |       |                 |
| Estados Unidos | 73–59 | União Soviética |

## Referência
- (em inglês) Relatório oficial dos Jogos Olímpicos de Tóquio 1964